# Salud en Panamá
La Salud en Panamá se brinda a través de un sistema del gobierno y del sector privado. El sector público se financia a través del Ministerio de Salud (MINSA) y el Fondo de Seguridad Social (Caja de Seguro Social), que operan instalaciones separadas. La Caja de Seguro Social es tanto un proveedor de servicios de salud como un administrador de fondos de pensiones. Está financiado por contribuciones de empleadores y empleados. Aproximadamente 3.52 millones de personas de una población de aproximadamente 4.2 millones de personas estaban cubiertos por sus disposiciones en 2019. Esto incluía tanto a los contribuyentes como a sus dependientes. El Ministerio de Salud ofrece instalaciones de bajo costo para aquellos que no están cubiertos. En 2019 operaba 939 establecimientos de salud.
Los problemas con el sistema de salud pública están en el campo, donde la falta de fondos crea una escasez de camas para el elevado número de pacientes existentes. La mayoría de los médicos prefieren vivir en Ciudad de Panamá, donde hay un mayor número de pacientes y más oportunidades económicas. Ciudad de Panamá y David se han convertido en destinos de turismo médico, especialmente para procedimientos estéticos y ortopédicos.
Otros de los problemas de salud en Panamá se encuentran los estilos de vida, hábitos de consumo y el incremento de la expectativa de vida. Determinantes que se presentan en todo el país, particularmente en las poblaciones urbanas de Panamá. Una gran parte de población panameña presenta dieta inadecuada y sedentarismo que conllevan a sobrepeso, obesidad y enfermedades crónicas; aunado a esto hay alto consumo de tabaco y alcohol. Siendo Panamá uno de los países que más bebidas alcohólicas consume en la región y uno de los menos fumadores del mundo.
Panamá es un país muy desigual en el aspecto sanitario. Por un lado existe un 10% de población rica, la cual posee casi el 40% del total de la riqueza nacional de la población pertenece a la clase media cuyo estatus sanitario es razonablemente bueno; un 30% de población económicamente menos aventajada, con una condición de salud deficitaria.

## Condiciones de salud en Panamá
Las enfermedades cardiovasculares son la principal causa de muerte, según estadísticas mundiales, mientras que en Panamá, de las 19 720 muertes del año 2018, las principales causas fueron los tumores malignos, la enfermedad isquémica del corazón y las enfermedades cerebrovasculares.
Según las estadísticas de la Caja de Seguro Social (CSS) en Panamá las tres enfermedades que más afectan a los panameños son la diabetes, hipertensión e insuficiencia renal crónica.
Según información de la Controlaría General de la República, por año se registran cuatro mil casos de diabetes. En tanto, el 35% de las muertes en Panamá son ocasionadas por las enfermedades cardiovasculares.
En tanto, en Panamá la insuficiencia renal crónica aumenta en casos. La provincia de Coclé es la más afectada.
Panamá ha logrado implementar por completo las medidas y recomendaciones establecidas en el Convenio Marco de la Organización Mundial de la Salud para el Control del Tabaco. El país ratificó el protocolo para eliminar el comercio ilícito de productos del tabaco. Panamá confió en abordar el tema del consumo de tabaco, bajo la consideración de que a menos que se emprendan acciones enérgicas (en especial promoviendo medidas efectivas de prevención de tabaquismo en los jóvenes), es muy probable que el consumo de tabaco siga aumentando.
Sin embargo, Panamá es el quinto país menos fumador del mundo, detrás de Eritrea y el menos fumador de Latinoamérica.

### Mortalidad infantil
La tasa de mortalidad infantil aumentó ligeramente entre los años 2016 y 2017, una mejor tasa que el promedio de la Región América (15 por mil NV) y del mundo (31 por mil NV). La mortalidad neonatal, pasó de 27,6 a 8 muertes por mil NV para este mismo período. La mortalidad en menores de cinco años pasó de 80 muertes por mil NV, en 1990, a 15 por mil NV, en 2016, esta tasa también se encuentra por debajo del promedio en la Región América (18 por mil NV) y del mundo (41 por mil NV).

## Asistencia médica privada
Hay cinco grandes hospitales privados. El gasto privado fue del 31,4% del gasto total en salud en 2012, principalmente directamente de su bolsillo. La Clínica Hospital San Fernando es la más antigua, data de 1949. La ley da derecho a los jubilados a un descuento del 20-25% en los servicios médicos. Una franquicia médica, MiniMed, comenzó en 2011 y al 2021 tiene diez centros de atención primaria sin cita previa.

## Instituciones que participan
- Ministerio de Salud (MINSA)
- Contraloría General de la República de Panamá – Instituto Nacional de Estadística y Censo (CGR – INEC)
- Tribunal Electoral – Dirección Nacional Registro Civil (TE – DNRC)
- Caja de Seguro Social (CSS)
- Ministerio de Desarrollo Social (MIDES).[3]

## Hospitales
Los servicios médicos de emergencia tienen su sede nacional en Ciudad de Panamá, inicialmente el sistema SUME 911 operaba hasta Río Hato, Coclé y logró expandirse por todo el territorio nacional a finales de 2019, de igual manera, se cuenta con el respaldo de otros servicios de emergencias como el Servicio de Atención Médica de Emergencia y Rescate (SAMER) del Benemérito Cuerpo de Bomberos de la República de Panamá, del Departamento Nacional de Gestión de Emergencias, Desastres y Traslado de Pacientes (DENGETP) de la Caja de Seguro Social y del Ministerio de Salud, así como del Sistema Nacional de Protección Civil, la Cruz Roja Panameña y demás estamentos de seguridad como, la Policía Nacional en los conglomerados urbanos del interior del país, el Servicio Nacional Aeronaval en el área insular y costera y el Servicio Nacional de Fronteras especialmente en las provincias de Chiriquí, Bocas del Toro y Darién
En las comarcas indígenas, el Ministerio de Salud es el único proveedor y las instalaciones hospitalarias son muy limitadas. De 2009 a 2014 se inició una ciudad médica, Ciudad Hospitalaria en Ciudad de Panamá, una red de centros de salud más pequeños y cinco hospitales regionales:
- Hospital Anita Moreno en el distrito de Los Santos.
- Hospital Manuel Amador Guerrero en la provincia de Colón.
- Hospital General Metetí en la provincia de Darién.
- Hospital de Bugaba, programado para la provincia de Chiriquí.

- Hospital Luis Chicho Fabrega en Veraguas.

Los precios son significativamente más baratos que en los Estados Unidos u otras naciones altamente desarrolladas, pero en comparación con el salario promedio panameño es proporcionalmente igual. Algunos médicos están altamente capacitados en los Estados Unidos, pero pocos están certificados por la junta. Sin embargo, muchos están capacitados en escuelas de medicina de alta calidad